# キャンベル・マグネイ
キャンベル・マグネイ（Campbell Magnay、1996年11月10日 - ）は、スーパーラグビーレベルズに所属するラグビー選手。

## プロフィール
- オーストラリア・ブリスベン出身。
- ポジションはセンター(CTB)。
- 身長 195cm、体重 104kg。
- ニックネームはマンゴー。
- U20オーストラリア代表に選ばれたことがある[1]。

## 来歴
13歳からラグビーを始めた。
セントジョセフナッジーカレッジ、クイーンズランド工科大学、レッズを経て、2017年、サントリーサンゴリアスに加入。同年12月3日に行われたジャパンラグビートップリーグ第7節の近鉄ライナーズ戦に途中出場で日本での公式戦初出場を果たした。
2019年、レベルズに加入。